# Дикая любовь
«Дикая любовь» — украинский художественный фильм режиссёра Виллена Новака, снятый по заказу Министерства культуры Украины. Фильм стал лидером проката 1994 года в кинотеатрах Украины. Новак посвятил фильм памяти своей дочери Иванки, которая погибла, когда съёмки фильма почти были завершены. 
В 1996 году автор сценария Юрий Коротков издал одноимённую повесть.

## Сюжет
Американская школьница из Сан-Франциско Сью, победившая в конкурсе на учёбу по обмену, приезжает учиться в Киев, чтобы выполнить пожелание её прабабушки — ту накануне Революции родители отправили за границу, поскольку в неё были сильно влюблены два человека (один — сын министра, второй — бедный студент), которые из-за этого готовы были убить друг друга и её саму (а прабабушка не могла ответить им взаимностью, потому что сама была влюблена в обоих). Все эти годы прабабушка Сью очень мечтала вернуться в Киев, чтобы увидеть свой старый дом, и теперь, после падения железного занавеса, это решает сделать Сью — прабабушка, в свою очередь, мотивирует её тем, что только в Киеве она найдёт свою настоящую любовь. 
В киевской школе на уроке информатики Сью приглядывается очень интересный одноклассник  Максим, который очень увлекается компьютерами и программированием, хотя ей настоятельно советуют не влюбляться в него, потому что у него уже есть девушка — живущая в школе-интернате сирота Маша. В то же время директриса этого интерната Раиса Николаевна требует от Максима, чтобы он хорошенько подумал о том, готов ли он на серьёзные отношения с Машей, и ни в коем случае не вздумал её обмануть. Дело в том, что Маша имеет небольшое психическое отклонение (если ей кажется, что на неё сердятся, то это вызывает у неё приступ сильной паники), что вызвано душевной травмой, нанесённой её родной матерью, когда та бросила Машу в интернате. Из-за этого Раиса уверена: если Максим решит порвать с Машей против её воли, то это может вызвать у неё опасную реакцию. Максим уверяет, что любит Машу и, более того, наперекор его богатым родителям, они собираются пожениться сразу после окончания школы.
Тем не менее Сью завязывает знакомство с Максимом, чтобы тот помог ей отыскать дом прабабушки, и в конечном итоге влюбляется в него. Максим поначалу отвечает ей взаимностью только потому, что ему нравится с ней общаться, но потом случайно узнаёт, что отец Сью работает в самой «Microsoft», а Максим на досуге увлекается программированием. Отец Сью, ознакомившись с его разработками, приходит в восторг. Одновременно расположения Маши пытается добиться бывший интернатовец Губан. И хотя его методы поначалу очень жестоки и некрасивы (сначала он угрожает Маше пистолетом, потом шантажом заставляет её раздеться, угрожая ранить Максима), но в итоге он признаётся ей, что искренне любит её, и пытается объяснить, что любовь Максима к ней вряд ли окажется вечной и прочной. Маша не хочет его слушать, а случайно увидев Максима со Сью, не сумев сдержать ревность, с кулаками налетает на последнюю, из-за чего любовь Максима к Маше начинает давать трещину. 
Тогда Маша уговаривает Губана, чтобы его приятели напали на Сью и надругались над ней. Сью спасает случайно оказавшийся рядом Максим, но напуганная Сью тогда признаётся ему, что влюблена в него. Маша сообщает Максиму, что именно она, Маша, организовала нападение на Сью. Максим пытается объяснить Маше, что он любит только её, но Маша просит доказать это в виде того, что Макс официально порвёт общение со Сью, чего Максим оказывается сделать не в состоянии: отец Сью сделал ему очень выгодное предложение — на правах будущего зятя Максим уедет в Сан-Франциско, где завершит среднее образование в элитной школе, а потом поступит в не менее элитный университет (всё обучение оплатит «Microsoft»). И хотя Максим в одной из дальнейших сцен признаёт, что совершенно не любит Сью, но желание обеспечить себя в будущем в итоге оказывается сильнее и заставляет его лгать Маше, у которой от чувства тревоги и подозрений всё больше обостряется психоз.
В день отлёта Маша случайно узнаёт о решении Максима (и даже о будущей свадьбе со Сью) и, обманом украв у Губана «Наган», приезжает в Борисполь, где только просит Максима не садиться в самолёт, но тот, устав от всего этого, просто грубо отталкивает её. Тогда Маша направляет на него револьвер. В какой-то момент в зал вбегают Раиса и Губан, и Маша отвлекается на них. Максим бросается на неё, чтобы отнять револьвер, но, прежде чем он успевает подбежать к ней, Маша нажимает на спусковой крючок и стреляет ему в грудь. Пока Машу арестовывают милиционеры, та кричит плачущей Сью, указывая на лежащего на полу Максима: «На! Забирай!». В итоге Сью ни с чем улетает в США, а Маша, сидя в милицейской машине, наблюдает, как следом за ней едет карета скорой помощи с Максимом.

## В ролях
- Ксения Качалина — Маша
- Владимир Щегольков — Максим
- Ксения Боголепова — Сью
- Александра Фомичёва — Галя
- Наталья Сайко — Раиса Николаевна
- Дмитрий Лаленков — Губан
- Лариса Удовиченко — Мать Максима
- Юрий Евсюков — Отец Максима
- Татьяна Окуневская — Прабабушка Сью
- Андрей Соколов — Шарипов
- Руслан Коломиец — Тарас Гунько
- Ольга Солодовникова — Креветка

## Съёмочная группа
- Сценарий — Юрия Короткова по идее и при участии Алёны Жуковой
- Режиссёр-постановщик — Виллен Новак
- Оператор-постановщик — Виктор Крутин
- Художник-постановщик — Владимир Веселка
- Композитор — Шандор Каллош

В 1996 году Юрий Коротков выпустил одноимённую повесть, местами сильно отличающуюся от фильма.
В качестве школы-интерната использована киевская средняя общеобразовательная школа № 128 по улице Раисы Окипной, 6, возле станции метро «Левобережная». В качестве элитной гимназии — киевская гимназия № 48 имени Чернышевского по улице Прорезной, 14.